# Pilar Fuertes Ferragut
Pilar Fuertes Ferragut (Valencia, 19 de julio de 1962 - Walvis Bay, Namibia, 2 de abril de 2012) fue una diplomática española.
Licenciada en Derecho, ingresó en 1992 en la carrera diplomática. Fue consejera técnica y jefa de Área de Relaciones con los Medios de Comunicación en la Oficina de Información Diplomática, y segunda jefa en las embajadas de España en Líbano, Indonesia y Guatemala. Fue secretaria en la embajada de España en Tailandia y de 2004 a 2008, subdirectora general de Pacífico, Sudeste Asiático y Filipinas. En 2008 fue nombrada embajadora de España en Zimbabue, hasta su fallecimiento cuatro años más tarde en un accidente de automóvil.

## Fallecimiento
Murió el 2 de abril de 2012 en una pista cerca de la localidad costera de Walwis Bay, cuando el vehículo en que viajaba volcó.[cita requerida]